# Tierra de Almazán
Tierra de Almazán es una comarca de la provincia de Soria (Castilla y León, España).
Su centro comarcal es Almazán.

## Localidades
Son, entre otras, Almazán, Morón de Almazán, Quintana Redonda, Tardelcuende, etc.
- Datos: Q6146665